# ドーグリー語
ドーグリー語（ドーグリーご、डोगरी, Dogri）は、南アジアで200万人の話者がいる言語である。ジャンムー・カシミール州のジャンムー地域、パンジャーブ地域、ヒマーチャル・プラデーシュ州、カシミール地域に話者がいる。ドーグラー語ともいう。
ジャンム・カシミール州の公用語の一つであり、インド憲法の第8付則言語の一つでもある。
ドーグリーはドーグラーが由来である。

## 言語名別称
- ドーグラー語
- ドグラ語
- ドーグリー語
- ドグリ語
- ドグリー語
- Dhogaryali
- Dogari
- Dogri Jammu
- Dogri Pahari
- Dogri-Kangri
- Dongari
- Hindi Dogri
- Tokkaru

## 下位分類
- ドーグリー語【dgo】 2,280,000人（2001年）
  - North Dogri (dgo-nor)
  - Dogri (dgo-dog)
  - Bhatbali (dgo-bha)
  - Kandiali (dgo-kan)
  - East Dogri (dgo-eas)
- カーングリー語【xnr】 1,700,000人（1996年）
  - Hamirpuri (xnr-ham)
  - Palampuri (xnr-pal)

## 文字
表記はデーヴァナーガリー文字、タークリー文字、アラビア文字のナスタアリーク体で行う。